# Diecezja Villa de la Concepción del Río Cuarto
Diecezja Villa de la Concepción del Río Cuarto (łac. Dioecesis Rivi Quarti Immaculatae Conceptionis) – diecezja Kościoła rzymskokatolickiego w Argentynie, sufragania archidiecezji Córdoba.

## Historia
20 kwietnia 1934 roku papież Pius XI bullą Nobilis Argentinæ Nationis erygował diecezję Río Cuarto. Dotychczas wierni z tym terenów należeli do archidiecezji Córdoba.
12 lipca 1995 roku nazwa diecezji została zmieniona na Villa de la Concepción del Río Cuarto.

## Ordynariusze
- Leopoldo Buteler (1934–1961)
- Moisés Blanchoud (1962–1984)
- Adolfo Roque Esteban Arana (1984–1992)
- Ramón Artemio Staffolani (1992–2006)
- Eduardo Martín (2006–2014)
- Adolfo Uriona FDP (od 2014)